# اللادينية في النرويج
النرويج هي واحدة من أكثر دول العالم علمانية وإلحاد. وقد أصبحت مؤخرا دولة بدون دين. تقدر نسبة المؤمنين بوجود الله 22 % فقط.